# Vladimír Švehlík
Vladimír Švehlík (* 22. Oktober 1963) ist ein ehemaliger tschechischer Radrennfahrer.

## Sportliche Laufbahn
Švehlík war im Straßenradsport aktiv. 1994 wurde er Gesamtsieger der Slowakei-Rundfahrt vor Heiko Latocha. 1988 war er bereits Zweiter hinter Tomáš Sedláček in diesem Etappenrennen geworden. 1995 wurde er Dritter.
1989 siegte Švehlík in der Lidice-Rundfahrt mit einem Etappensieg. 1991 kam er in der Tour de Bohemia auf den dritten Platz, 1995 gewann er diese Rundfahrt vor Heiko Latocha. In der Österreich-Rundfahrt 1995 wurde er 41. 1996 gewann er eine Etappe in der Jugoslawien-Rundfahrt.
In der Internationalen Friedensfahrt 1994 belegte Švehlík den 29. Rang, 1996 wurde er 44. Ab 1996 startete er für das Radsportteam Husqvarna–Z.V.V.Z.